# 阿蘇山 (プロレスラー)
阿蘇山（あそさん、生年月日不明 - ）、活火山「阿蘇山」をモチーフにした日本の覆面レスラー。

## 経歴
- 前史はレッスル夢ファクトリーに所属していた覆面レスラー「婆沙羅」である。
- 2002年11月10日、みちのくプロレス熊本資材八代支店倉庫大会で阿蘇山として西田ヒデキと、つぼ原人による3WAYマッチでデビュー。
- 2008年1月、九州プロレスに入団。

## 得意技
マグマスプラッシュ
マグマドライバー
ドリル・ア・ホール・パイルドライバーと同型。
マグマドロップ
バンザイドロップと同型。
パワーボム
ラリアット

## 入場曲
- 阿蘇山（JERONIMO BROTHERS）

## タイトル歴
- 九州プロレス王座
- 九州プロレスタッグ王座
- 博多華味鳥杯1DAYタッグトーナメント優勝